# Атаган-Дырестуйский дацан
Атага́н-Дыресту́йский даца́н «Лхунду́б Дэчинли́нг» (бур. Атаган-Дэрэстэйн дасан; тиб. ལྷུན་གྲུབ་བདེ་ཆེན་གླིང, Вайли lhun grub bde chen gling) — буддийский монастырский комплекс (дацан) на юге Бурятии, в селе Дырестуй Джидинского района, близ священной горы Номто-Уула.

## История
Дацан был основан в 1749 году родом атаганов при первом Пандидо Хамбо-ламе Дамба-Даржа Заяеве. Тибетское название дацана означает «Место саморождённого великого блаженства».
В период религиозных гонений в СССР в 1930-х годах дацан был разграблен и разрушен, ламы — репрессированы. Уцелел только цогчен-дуган, в котором советские власти разместили машинно-тракторные мастерские.

## Современное состояние
Атаган-Дырестуйский дацан относится к Буддийской традиционной Сангхе России. Юридическое название — «Местная религиозная организация буддистов Атаган Дырестуйский дацан „Лхундув Дэченлин“».
В 2004 году в дацане начались восстановительные работы, которые продолжаются до настоящего времени. По завершении строительно-ремонтных работ планируется привести монастырский комплекс к первоначальному виду. 
В 2007 году была восстановлена северная часть цогчен-дугана, где начали проводить буддийские службы — хуралы.

## Настоятели (ширетуи) Атаган-Дырестуйского дацана
- Пунцок Жамцо Тангадун (1749—?)
- Чойнзонов Барадий Васильевич (01.05.1969г. - 01.06.2009г.)
- Норбоев Жаргал (2009г. — настоящее время)

## Фотографии

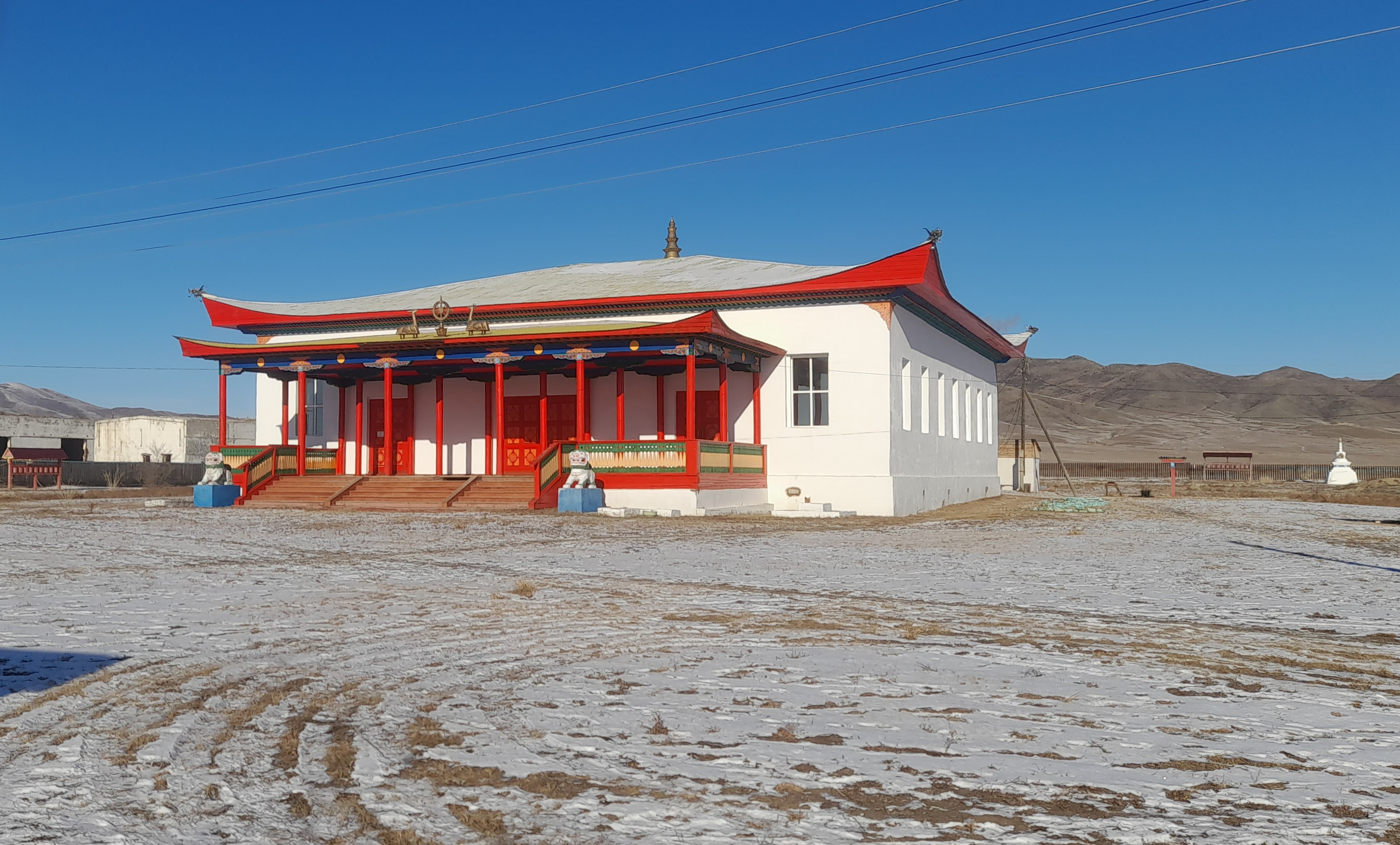
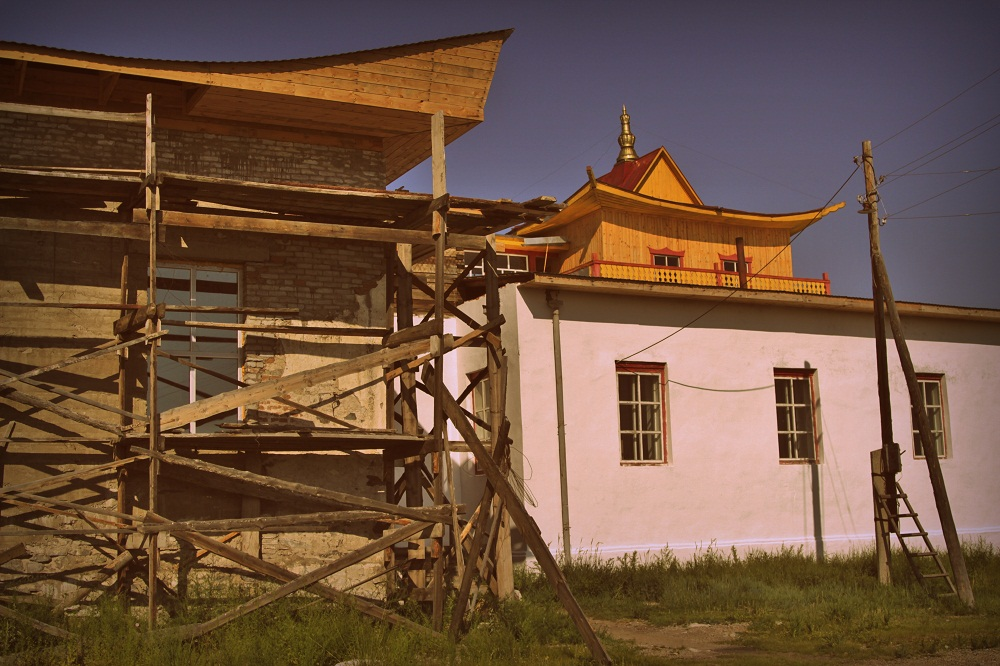
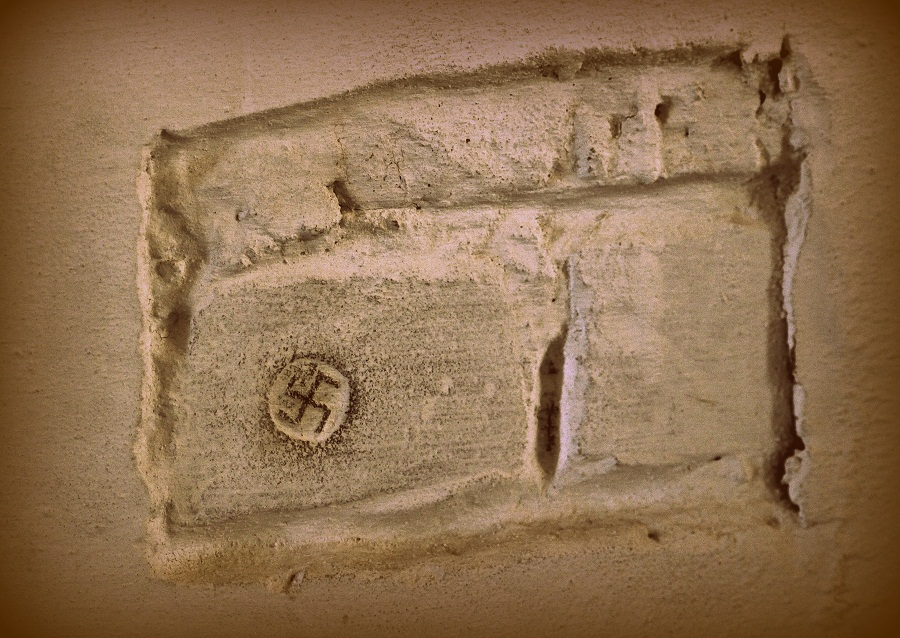
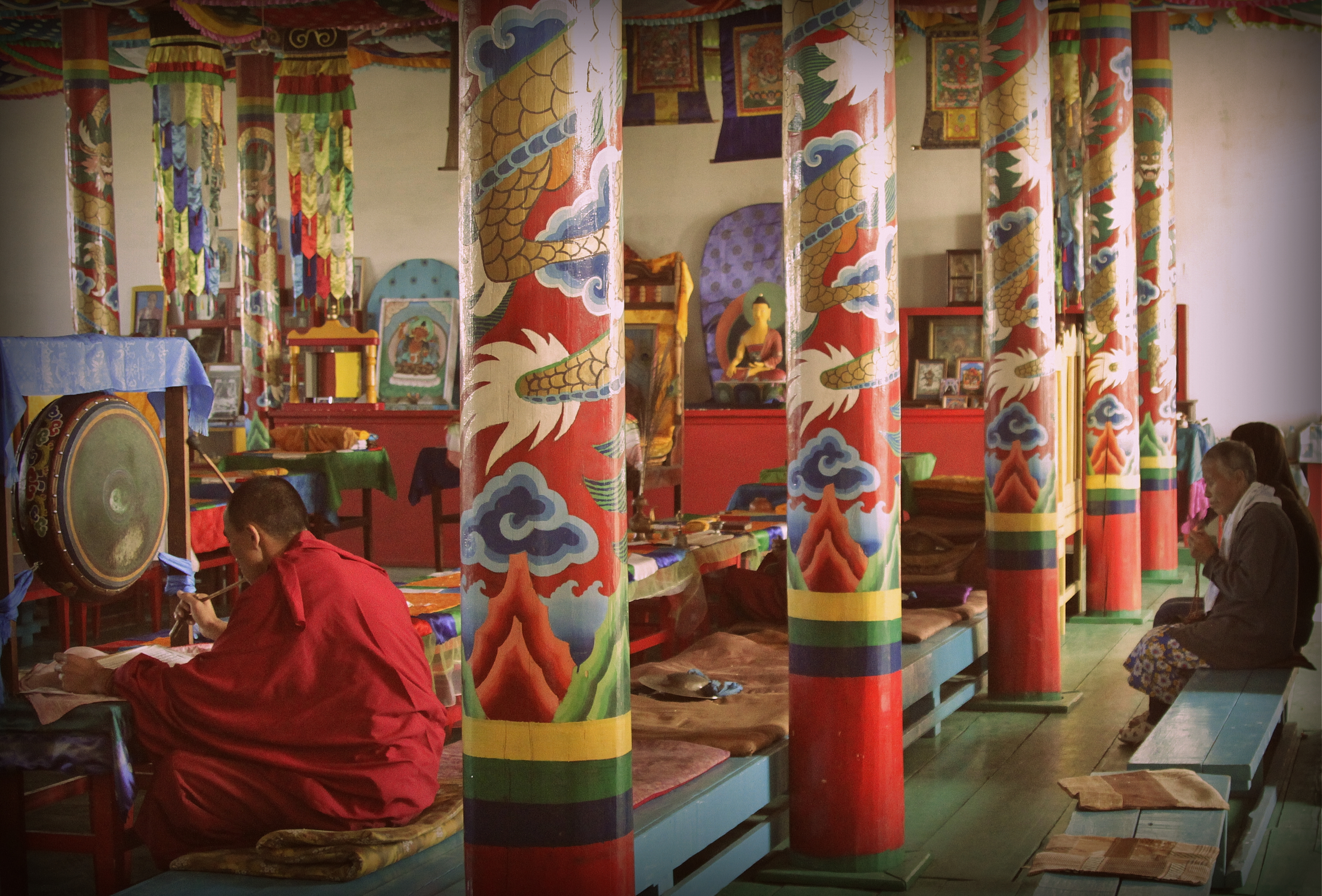
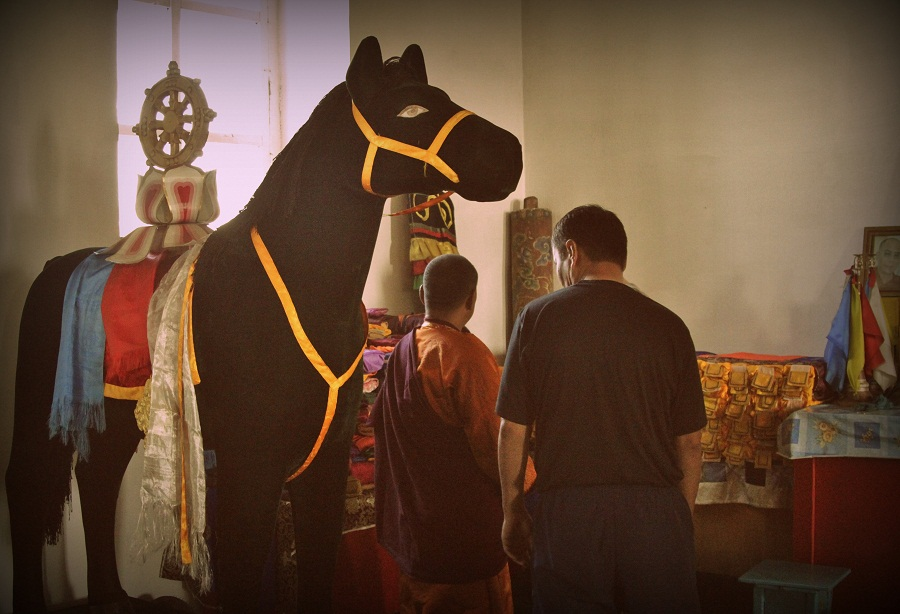
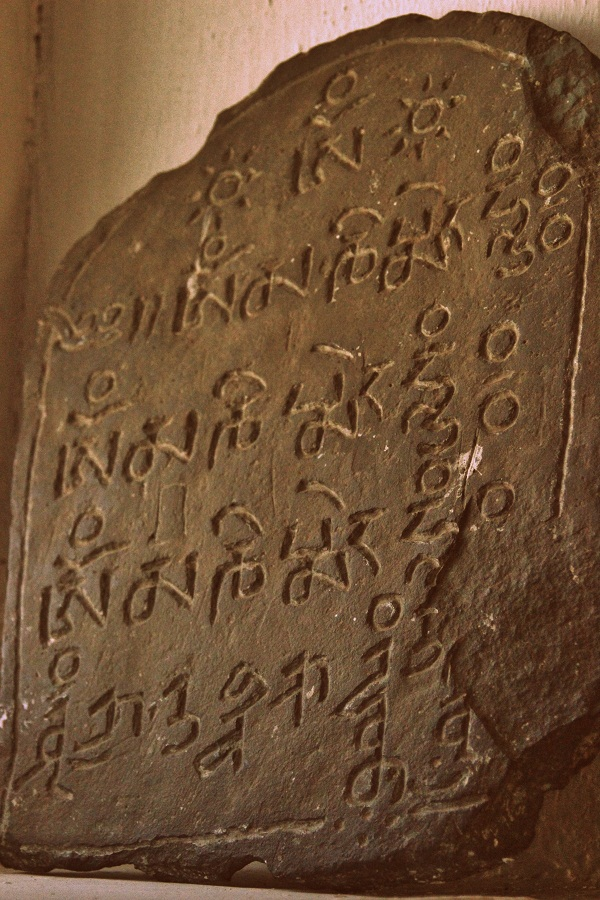
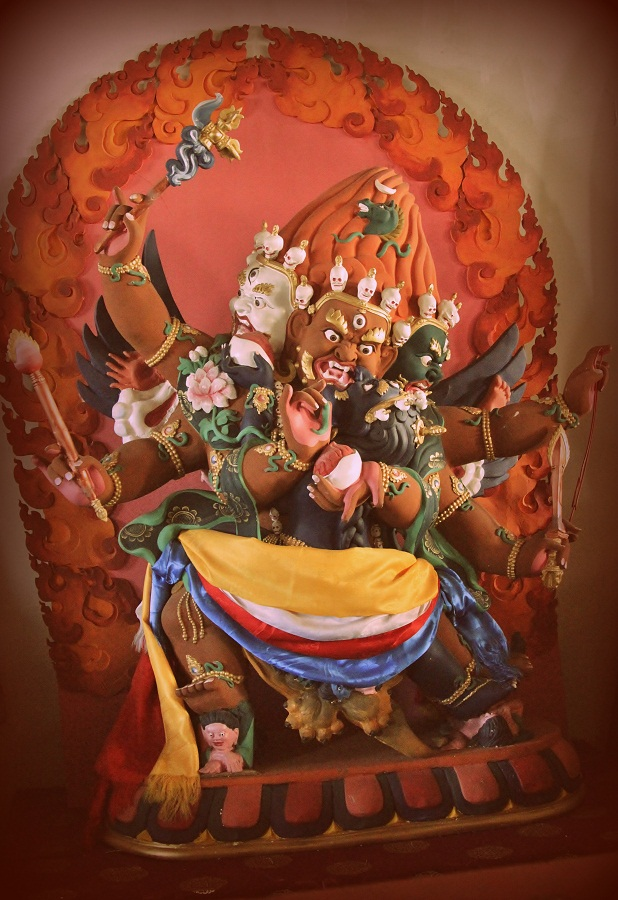
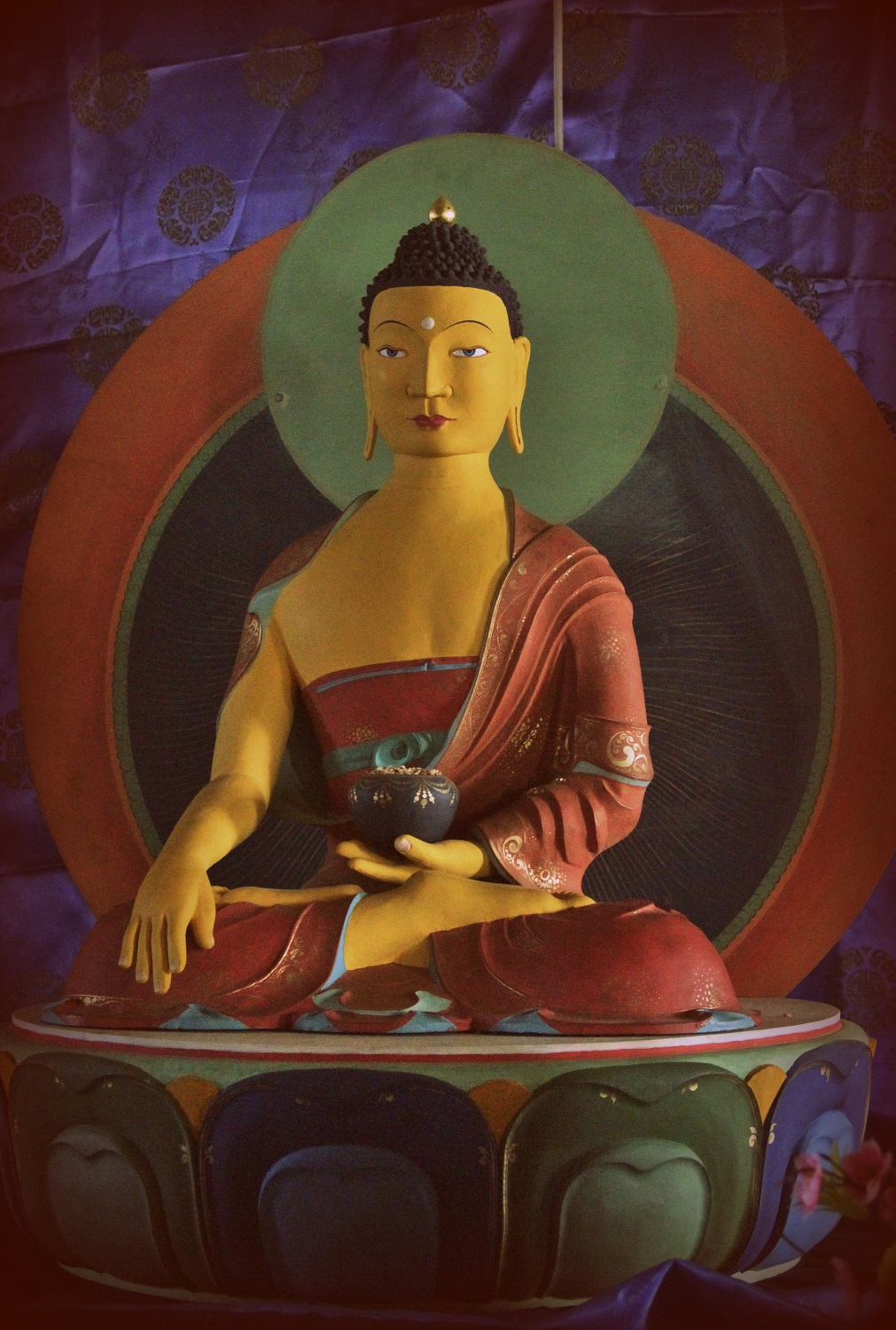
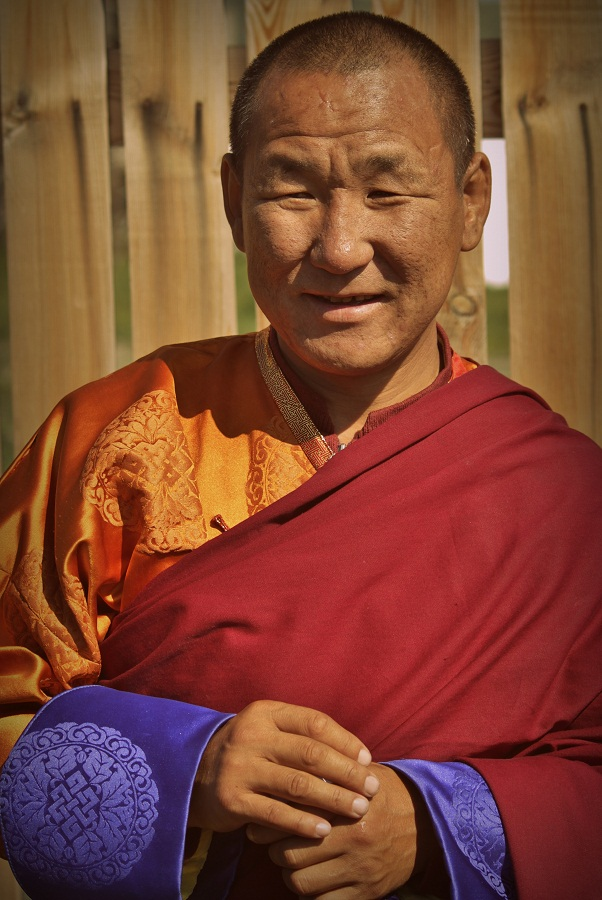